# Manuel da Cruz
Dom Frei Manuel Ferreira Freire da Cruz O. Cist. (Ordem (Lousada), 5 de fevereiro de 1690 — Mariana, 3 de janeiro de 1764) foi um prelado católico português, bispo da diocese de São Luís (1739-1747) e o primeiro bispo de Mariana (1748-1764). Doutor em teologia pela Universidade de Coimbra em 1726, foi nomeado lente da mesma em 1728, por Dom João V. Foi mestre de noviços do Real Mosteiro de Alcobaça até ser nomeado para a diocese do Maranhão.
Foi nomeado para a diocese de Mariana em 1748. Sua viagem até Minas Gerais para assumir a diocese durou um ano e três meses, de barco, a cavalo e a pé, perfazendo quatro mil quilômetros. Essa jornada ficou celebrizada pelo livro Aureo Throno Episcopal, de autoria provável do cônego Francisco Ribeiro da Silva, que o fez editar.